# Citriobatus papuanus
Citriobatus papuanus là một loài thực vật có hoa trong họ Pittosporaceae. Loài này được Schodde mô tả khoa học đầu tiên năm 1972.